# يورغ والتر
يورغ والتر (بالألمانية: Jörg Walter)‏ هو سباح ألماني، ولد في 30 يونيو 1957 في مولهاوزن في ألمانيا.

## وصلات خارجية
- يورغ والتر على موقع الاتحاد الدولي للسباحة (الإنجليزية)
- يورغ والتر على موقع أوليمبيديا (الإنجليزية)